# كسلانيات
الكسلانيات (الاسم العلمي: Folivora) هي رتيبة من الحيوانات تتبع رتبة الثدييات المشعرة من طائفة الثدييات. الكسلان أو الدابّ أو الرطراط (Sloth) يعيش عادة على الأشجار حيث يتعلق على أغصان الأشجار بشكل مقلوب بواسطة مخالبه القوية، ويقتات على الحشرات والنباتات, كما أن الكسلان يجيد السباحة, وبعد أن يسبح في الماء يتسلق بعدها أغصان الأشجار التي هي مسكنه المعتاد، وهو على الأرض بليد جدا، إلا أنه يدافع عن نفسه بمخالبه الحادة والمعقوفة بكل شراسة عند تعرضه لأي اعتداء، موطنه الأصلي أمريكا الوسطى, يغطي جسم الكسلان شعر طويل أشعث قذر تعيش فيه نوع من الحشرات وبما أنه يعيش على الأغصان، فما أن ينزل منها لقضاء حاجته والتغوط حتى تترك هذه الحشرات شعره لتضع بيوضها في الغائط لإكمال دورة حياتها.

## وصف عام
لحيوانات الكسلان مظهر عجيب، فهي بلا ذيول، أو آذان تقريباً، كما أن أنوفها فطساء. ولها أسنان تشبه أسنان الخنزير وشعرها طويل وخشن. وهي رمادية اللون في بعض الأنواع، مما يجعل من الصعب رؤيتها بين الأغصان. ويبدو حيوان الكسلان النائم، كأنه غصن أبتر، خاصة عندما تنمو على شعره طحالب خضراء، كما هو الحال بالنسبة للكثير من حيوان الكسلان. ويندر أن ينزل حيوان الكسلان على الأرض. وتتغذى هذه الحيوانات بأوراق الأشجار، وبراعمها، وأغصانها الصغيرة.الدب الكسلان يتميز بفرو أشعث أسود أو رمادي، وبوجه يكاد يخلو من الشعر.

## التغذية
عادة ما تأكل الدببة الكسلى النمل الأبيض والنمل ويرقات النمل، وتأكل أيضاً الأزهار وأوراق الشجر والثمار والحبوب. وهي تتسلق أي مكان بحثاً عن أعشاش النمل الأبيض أو النحل. وتبحث الدببة الكسلى عن الطعام ليلاً. وأثناء النهار تنام في أماكن محمية، عادة ما تكون كهوفاً، على طول ضفاف الأنهار. وهي لا تنام لفترات طويلة في الشتاء كما تفعل بعض الدببة الأخرى.

## علم البيئة
يكثر حيوان الكسلان، في الغابات المطيرة الاستوائية . وتحتاج هذه الحيوانات إلى الغذاء القليل نسبياً، كما أن عملية الأيض لديها، تتسم بمعدلها الذي يقل عما لدى غيرها من الثدييات ، التي لها نفس الحجم. والأيض هو العملية التي عن طريقها تحوِّل الأحياء غذاءها إلى طاقة.تستخدم الدببة أقدامها الضخمة ومخالبها الطويلة لتفتح بعنف أعشاش النمل الأبيض، كما أنها تمزق جذوع الأشجار وأغصانها التي تحتوي أقراص العسل. فعند عش النمل الأبيض ، تقوم الدببة بنفخ التراب بعيداً عن العش من أجل تعرية النمل الأبيض، ثم تقوم الدببة بعد ذلك بشفط الحشرات، إلى داخل أفواهها. وتتناسب شفاه ولسان وأسنان الدب الكسلان بشكل جيد مع عاداته الغذائية. فللدب خطم طويل وشفاه مرنة ولسان طويل لزج وتنقصه سنّان أماميتان في كل من الفك العلوي والفك السفلي. ويجذب الدب الطعام من خلال هذا التجويف بأصوات شفط عالية.

## التكاثر
تلد معظم إناث الدببة ديسمًا أو اثنين (صغير الدب) في المرة الواحدة. وغالبًا ما تركب الصغار فوق ظهور أمهاتها حتى وهي تتسلق الأشجار.

## التصنيف
ويوجد نوعان رئيسيان من هذا الحيوان. يسمى أولهما أوناَوْ وله إصبعان في كل من القدمين الأماميتين، ويسمى ثانيها الآي وله ثلاث أصابع في كل من قدميه الأماميتين.
- كسلانيات بطيئات الأرجل
  - كسلان ثلاثي الأصابع